# Kanzone (Literatur)
Als Kanzone (italienisch Canzone, „Lied“) wird eine lyrische Gedichtform bezeichnet, die eine Mischung zwischen dem Lied und der Ode ist und oft zum Ausdruck ernster und schwermütiger Betrachtung dient; in der mittelhochdeutschen Lyrik ist sie eine sehr verbreitete Form des weltlichen Liedes.
Sie besteht aus mehreren längeren, gleich gebauten Strophen, auf welche eine kürzere Schlussstrophe folgt. Bestehen die gleichgebauten Strophen aus mehr als zehn Versen, so zerfällt die Strophe in zwei Teile, die Füße und den Schweif. Erstere bestehen aus zwei gleich gebauten Abschnitten, die untereinander reimen; der letztere enthält mehr Reime, die sich umschlingen oder kreuzen, und ist mit den ersteren dadurch in metrische Verbindung gesetzt, dass sein erster Vers mit dem letzten der Füße reimt. In der kürzeren Schlussstrophe findet ebenfalls die Form der Umschlingung und Kreuzung der Reime statt. Die Zahl der Verse, aus denen die Strophe besteht, ist unbestimmt; in der Regel wechseln fünf- mit dreifüßigen Jamben ab. Die Kanzone stammt von der Canso der provenzalischen Troubadouren her, erhielt nach ihrer Blüte in der mittelhochdeutschen Lyrik aber erst in Italien, namentlich durch Dante und Petrarca, ihre mustergültige Ausbildung. In Deutschland fand die Kanzone später Verbreitung bei den Romantikern wie August Wilhelm Schlegel, auch August Graf von Platen, Friedrich Rückert, Joseph Christian von Zedlitz, Ludwig Bechstein, Franz von Dingelstedt und Max Waldau.

## Kanzonenstrophe im Mittelhochdeutschen
In der mittelhochdeutschen Lyrik bestand die Kanzonenstrophe aus drei Teilen, die als Stollen bezeichnet werden; man bezeichnet das Versmaß daher auch als Stollenstrophe. Die ersten beiden Stollen waren gleichartig  und bildeten den „Aufgesang“; der letzte Teil der Strophe bildete den sog. „Abgesang“. Dabei stimmten die Stollen metrisch überein.
Seit Walther von der Vogelweide herrschte der stollige Strophenbau auch in der Spruchdichtung vor.
Beispiel: Walther von der Vogelweide (L. 45,37)
Sô die bluomen ûz dem grase dringent,
same si lachen gegen der spilden sunnen,
in einem meien an dem morgen fruo,   (erster Stollen)
und diu kleinen vogellîn wol singent
in ir besten wîse die si kunnen,
waz wünne mac sich dâ gelîchen zuo?  (zweiter Stollen)
ez ist wol halb ein hîmelrîche.
suln wir sprechen waz sich deme gelîche,
sô sage ich waz mir dicke baz
in mînen ougen hât getân,
und taete ouch noch, gesaehe ich daz. (Abgesang)

## Italienische Kanzonenstrophe

Die italienische Kanzonenstrophe anhand von Petrarcas Canzone CXXVI aus seinem Canzoniere

In der italienischen Literatur des Duecento und Trecento spielte die Canzone, die als feierlichste und würdigste Gedichtsform angesehen wurde, eine wesentliche Rolle. Aus der Kanzonenstrophe entwickelte die sizilianische Dichterschule im 13. Jahrhundert das Sonett. Insbesondere Petrarca verfasste zahlreiche Kanzonen und gab der italienischen Kanzonenstrophe auch ihre charakteristische Form.
Die italienische Kanzonenstanze zerfällt in drei Teile: fronte, chiave (oder concatenazione) und sirima (oder auch coda). Dabei entspricht die fronte dem deutschen Aufgesang und die sirima dem Abgesang. Die fronte teilt sich wiederum in zwei piedi zu je drei Versen und die sirima in zwei volte aus drei Versen.
Die Canzone umfasst in der Regel fünf bis sieben Strophen, die ihrerseits aus Endecasillabi (,Elfsilbler‘) und Settenari (,Siebensilbler‘) bestehen, die innerhalb der Strophe in verschiedenen Reimschemata angeordnet werden. Dieses Schema wird auch für die weiteren Strophen beibehalten. Seit den Autoren des Dolce stil novo ist es üblich, zum Abschluss eine meist kürzere Strophe hinzuzufügen, den commiato oder congedo.